# Sânzieni

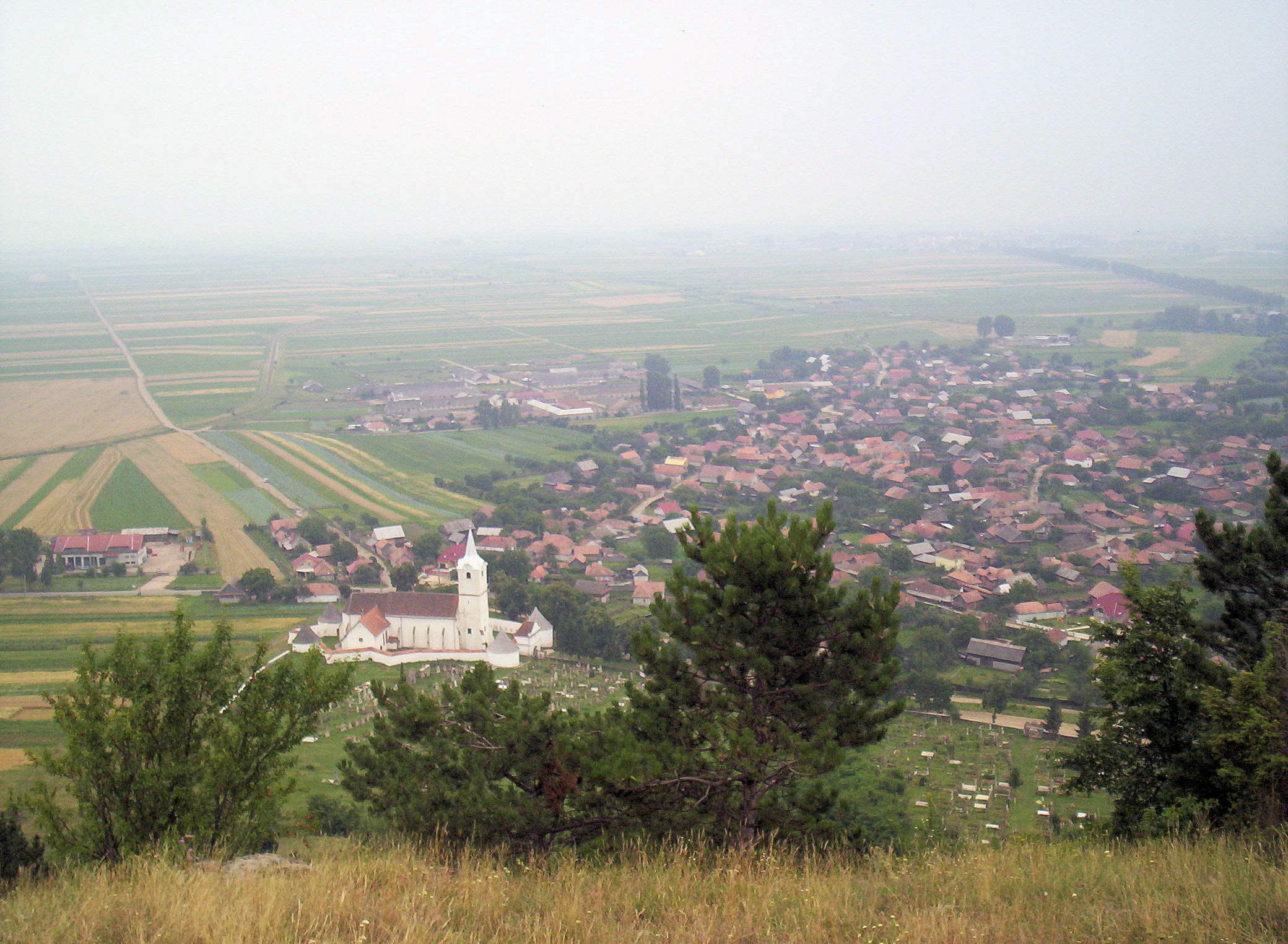
Villaggio di Sânzieni e la sua chiesa fortificata.

Sânzieni (in ungherese Kézdiszentlélek) è un comune della Romania di 4650 abitanti, ubicato nel distretto di Covasna, nella regione storica della Transilvania.
Il comune è formato dall'unione di 4 villaggi: Cașinu Mic, Petriceni, Sânzieni, Valea Seacă.